# Io, Carlo
Io, Carlo, pseudonimo di Carlo Fath (Hanau, 7 febbraio 1971), è un cantautore e produttore discografico italiano di origine tedesca.

## Biografia
Nato da padre tedesco e madre inglese, si trasferisce in Italia nel 1974 e scopre la passione per la musica con un pianoforte all'età di 8 anni, sentimento che lo porterà poi ad iscriversi al conservatorio. Nel 1984 riceve la promozione in teoria e solfeggio dopo due tentativi falliti, e all'età di 18 anni (nel 1989) si iscrive alla facoltà di Scienze politiche. Durante il periodo universitario si guadagna da vivere impartendo lezioni di Inglese, pianoforte e culturismo. Nel 1993 costruisce un proprio studio di registrazione grazie al quale si dedica alla produzione e co-produzione musicale, prevalendo il genere dance.
Nel 2002 si lega all'etichetta indie Motivo, e si occupa della produzione di artisti del calibro dei Simply Red (con le canzoni So Not Over You e Perfect Love). La svolta arriva nel 2006, quando prende la decisione di produrre e cantare i propri pezzi con lo pseudonimo di Io, Carlo, dando così vita al suo primo LP: In perenne riserva, lanciato dal singolo L'ego. Nel 2011  lavora ad un nuovo progetto musicale, dopo essersi dedicato per qualche tempo alla musica classica, caricando su YouTube qualche pezzo. Nel 2012, dopo quasi 4 anni, esce il nuovo singolo, Vento.

## Discografia

### Album
- 2007 - In perenne riserva
- 2011 - piano suites

### Singoli
- 2007 - L'ego
- 2007 - Danziamo
- 2008 - Figlio dei manga
- 2012 - Vento